# Copa de amor

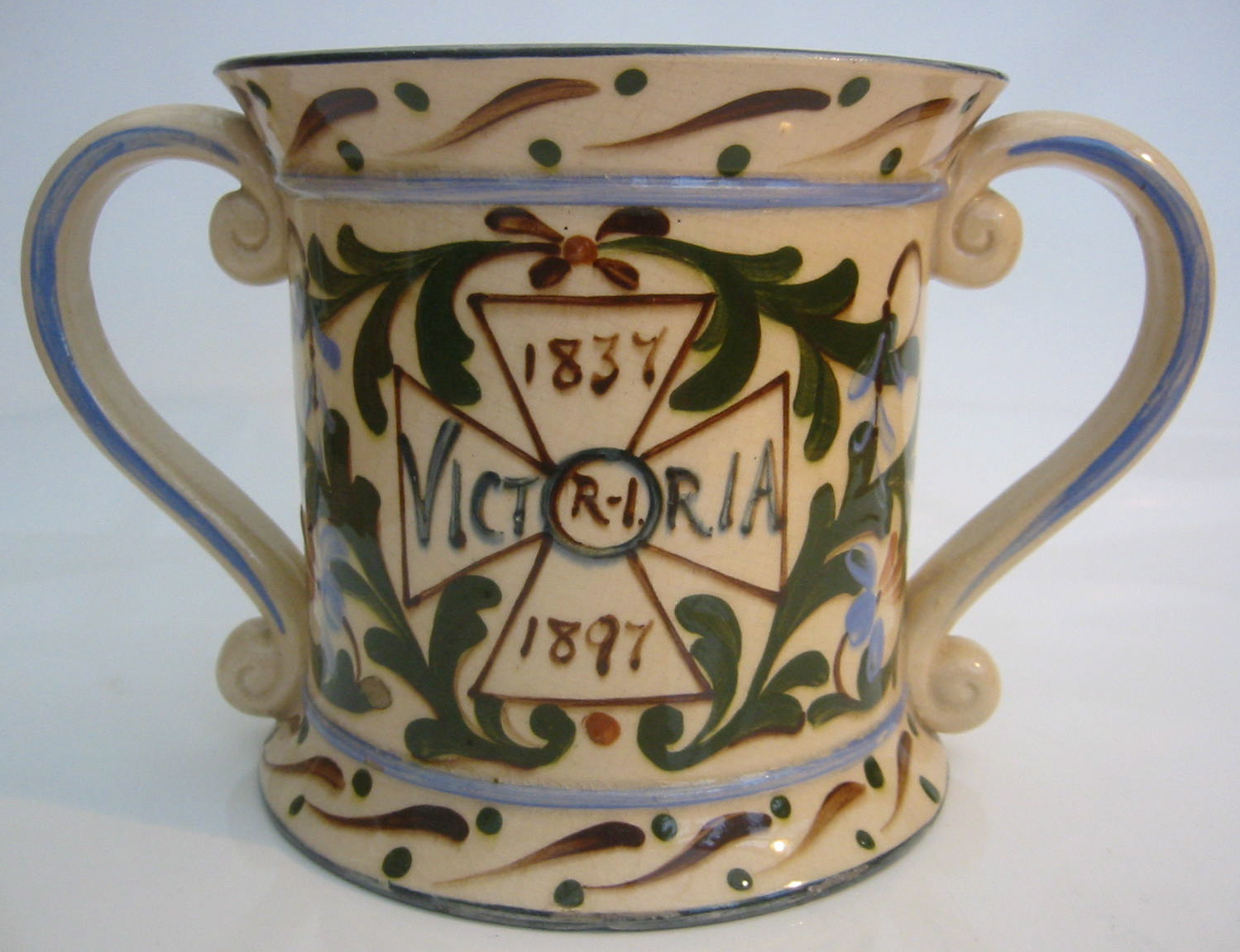
Una copa de amor de porcelana fabricada para el jubileo de diamante de la Reina Victoria (1897).

Una copa de amor o copa del amor (en inglés: loving cup) es una gran copa con dos asas arqueadas. Se trata de un recipiente que comparten dos personas para beber, siendo utilizado tradicionalmente en bodas y banquetes, y estando a menudo elaboradas en plata. También se entregan como trofeos a los ganadores de juegos o competiciones. Las copas de amor se encuentran presentes en varias culturas europeas, como la quaich celta y la coupe de mariage francesa. La bratina rusa («copa de fraternidad» o «copa de hermandad», en ruso: братина) es un cuenco para vino que también se utiliza en banquetes. Se considera la «versión rusa de la copa de amor». A menudo carece de asas.